# 闽润楠
闽润楠（学名：Machilus fukienensis）为樟科润楠属下的一个种。

## 扩展阅读
- 維基物種上的相關：闽润楠